# 四碘合汞(II)酸铊(I)
四碘合汞(II)酸铊(I)是一种配位化合物，化学式为Tl2[HgI4]。它可由硝酸亚铊和碘化汞钾反应得到。

## 物理性质
四碘合汞(II)酸铊(I)是橙色固体，在116.5℃由橙色变为红色。